# 21 de juliol
El 21 de juliol és el dos-cents dosè dia de l'any del calendari gregorià i el dos-cents tresè en els anys de traspàs. Queden 163 dies per finalitzar l'any.

## Esdeveniments
Països Catalans
- 1918 - Amposta: Neix la Unió Filharmònica d'Amposta, a partir de l'anterior "Unión de Forasteros".[1]
- 1921 - Barcelona: comencen les obres del Gran Metro de Barcelona.[2]
- 1936 - Barcelona:
  - Se suspèn l'Olimpíada Popular de Barcelona a causa del cop d'estat del 18 de juliol.
  - Lluís Companys, President de la Generalitat, crea el Comitè Central de Milícies Antifeixistes.
- 2009 - Horta de Sant Joan, Terra Alta: un grup de bombers que treballava en l'extinció de l'Incendi d'Horta de Sant Joan queda atrapat pel foc. Cinc d'ells moren, i un queda greument ferit.

Resta del món
- 365 - gran terratrèmol amb epicentre a Creta que va afectar moltes ciutats de la Mediterrània.
- 1242 - Pont de la Charanta: Batalla de Taillebourg, on Enric III d'Anglaterra pateix una derrota decisiva enfront de les tropes capetianes de Lluís IX de França.
- 1711 - el riu Prut: l'Imperi Otomà i el Tsarat Rus signen el Tractat del Prut en el marc de la Gran Guerra del Nord. Aquest representà una derrota russa però aquests van obtenir que els otomans es retiressin de la guerra a canvi d'algunes cessions territorials i el compromís de no interferir en els afers de la Confederació de Polònia i Lituània.
- 1718 - Požarevac (Sèrbia): la signatura de la Pau de Passarowitz per part de l'Imperi Otomà per una banda i per part del Sacre Imperi i de la República de Venècia suposà el final de la Guerra austroturca de 1716-1718 i de la Guerra otomanoveneciana de 1714-1718 amb la victòria dels segons que guanyen territoris otomans dels Balcans.
- 1774 - Kaynardja (Província de Silistra, Bulgària): fi de la Guerra russoturca de 1768-1774 després de la derrota de l'Imperi Otomà amb el Tractat de Küçük Kaynarca. En aquest, els otomans atorguen molts territoris a Rússia com el Kanat de Crimea, entre d'altres. També guanyen el dret a protegir els ortodoxos en el territori otomà.
- 1814 - Madrid: Ferran VII restaura la Inquisició a Espanya.
- 1831 - Brussel·les, Bèlgica: el primer rei dels belgues Leopold I de Bèlgica jura fidelitat a les lleis del poble belga. Aquest dia va esdevenir la festa nacional belga.[3]
- 1943 - Benito Mussolini es desposseït com a cap del Govern Italià.[4] Va ser substituït per Pietro Badoglio.
- 1954 - Ginebra, Suïssa: signatura dels Acords de Ginebra, on França reconeix la independència de la Indoxina francesa. Creació dels estats de Laos, Cambodja i el Vietnam del Sud i Vietnam del Nord.[5]
- 1969 - Neil Armstrong és el primer ésser humà que trepitja la Lluna.
- 1997, Pas d'Erketx-Tam: El pas reobre de manera provisional.
- 2008 - Belgrad, Sèrbia: Radovan Karadžić, reclamat pel Tribunal Penal Internacional per a l'antiga Iugoslàvia com un dels principals instigadors del genocidi de la Guerra de Bòsnia, fou detingut a Belgrad, on vivia fugitiu des del 1996 sota una identitat falsa.
- 2011: aterra el transbordador espacial Atlantis finalitzant d'aquesta manera les missions de transbordadors espacials de la NASA de més de trenta anys.[6][7]
- 2021 - Tòquio, Japó: el COI designa Brisbane seu dels Jocs Olímpics d'Estiu de 2032.[8]

## Naixements
Països Catalans
- 1835 - Canyamelar, València: Bernat Ferrandis i Badenes, pintor valencià (m. 1885).
- 1866 - Reus: Francesc Berenguer i Mestres, arquitecte del modernisme català.
- 1898 - Barcelona: Josep Sunyol i Garriga, president del FC Barcelona, directiu de la Federació Catalana de Futbol, destacat polític d'Esquerra Republicana de Catalunya fou diputat a les Corts de Madrid el 1931, 1933 i 1936, president del RACC, gran amant de l'esport, mecenes cultural, fundador i impulsor del diari esportiu La Rambla, i catalanista.
- 1900 - Barcelona: Carme Farré i Ors, guitarrista, compositora i professora de música catalana establerta a l'Argentina (m. 1985).
- 1910 - Puigverd d'Agramunt: Dolors Piera i Llobera, mestra i sindicalista catalana (m. 2002).[9]
- 1911 - Maó: Maria Lluïsa Serra Belabre (m. 1967) arqueòloga, historiadora i arxivera menorquina.[10]
- 1912 - Carlet, Ribera Alta: Bernardo Clariana Pascual, poeta valencià de la generació espanyola del 36 (m. 1962).[11]
- 1920 - Badalona: Manuel Valls i Gorina, compositor, músic, professor i crític musical català (m. 1984).
- 1930 - 
  - Barcelona: Anna Maria Pecanins i Aleix, pintora i galerista d'art mexicana d'origen català (m. 2009).[12]
  - Barcelona: Maria Teresa Pecanins i Aleix, pintora, directora artística i galerista d'art mexicana d'origen català (m. 2009).[12]
- 1946 - Barcelona: Anna Freixas Farré, doctora en Psicologia que ha centrat la seva investigació en dones i gènere.[13]
- 1997 - Polinyà de Xúquer: Neus Llinares Lavirgen, futbolista valenciana que ha jugat com a defensa a l'UE Alzira.[14]

Resta del món
- 628 - Xi'an (Xina): Li Zhi, va regnar amb el nom d'Emperador Gaozong de Tang (m. 683).[15]
- 1414 - Celle Ligare, Savona, Itàlia: Sixt IV, Papa.
- 1810 - Aquisgrà o Aix-la-Chapelle, Imperi Alemany: Henri Victor Regnault, químic francès.
- 1816 - Kassel (Imperi Alemany): Paul Reuter, periodista i empresari de la comunicació alemany, pioner de la telegrafia i de la cobertura de notícies, fundador de l'agència de notícies Reuters (m. 1899).
- 1825 - Torrecilla en Cameros, La Rioja, Espanya: Práxedes Mateo Sagasta Escolar, polític espanyol, membre del Partit Liberal, President del Govern d'Espanya.
- 1831 -Sevilla, Espanya: Fernando Primo de Rivera i Sobremonte, va ser un militar i polític espanyol.
- 1835 - Madrid: Elisa Volpini, soprano de coloratura espanyola (m. 1907).[16]
- 1858 -
  - Tapiau (Gvardeysk), Imperi Rus: Lovis Corinth, pintor prussià (m. 1925).[17]
  - Amsterdam: Herman ten Kate antropòleg neerlandès que feu un treball extens sobre els pobles indis de Baixa Califòrnia.
  - Gross-Seelowitz: Maria Cristina d'Habsburg-Lorena, reina d'Espanya (m. 1929).[18]
- 1856 - Waterloo: Louise Bethune, primera americana arquitecta professional (m. 1913).[19]
- 1899 - Oak Park (Illinois), Estats Units: Ernest Hemingway, escriptor en anglès estatunidenc, Premi Nobel de Literatura de 1954.[20]
- 1905 - Madrid: Miguel Mihura, dramaturg espanyol.
- 1911 - Edmonton, Alberta, Canadà: Marshall McLuhan, educador, filòsof i estudiós canadenc.
- 1914 - Roma: Suso Cecchi d'Amico, guionista italiana de cinema i televisió (m. 2010).[21]
- 1920 - Kremenetz, República Socialista Soviètica d'Ucraïna: Isaac Stern, violinista nacionalitzat estatunidenc d'origen ucraïnès.
- 1922 - 
  - Ribadeo: Luz Pozo Garza, poetessa gallega i membre numerària de la Real Academia Galega (m. 2020).[22]  
  - Madrid: Juana Ginzo Gómez, actriu i locutora radiofònica espanyola.[23]

- 1923 - Mont-real, Quebec, Canadà: Rudolph A. Marcus, químic i professor universitari estatunidenc, d'origen canadenc, guardonat amb el Premi Nobel de Química l'any 1992.[24]
- 1930 - Roma: Anthony Steffen, actor italià que va protagonitzar diversos spaghetti western.
- 1938 - Miami: Janet Reno, jurista estatunidenca, Fiscal General dels EUA (m. 2016).[25]
- 1951 - Chicago, Illinois, Estats Units: Robin Williams, actor de cinema estatunidenc.
- 1955 - París: Véronique Tadjo, escriptora, poeta, novel·lista i artista de Costa d'Ivori.[26]
- 1957 - Ruyigiː Marguerite Barankitse, militant humanitària burundesa.[27]
- 1965 - Las Palmas de Gran Canaria: Patricia Guerra Cabrera, regatista canària, medalla d'or dels Jocs Olímpics d'Estiu de 1992.[28]
- 1966 - 
  - Neyland, comtat de Pembroke, Gal·les: Sarah Waters, escriptora britànica.[29]
  - Lhasa, Tibet: Tsering Woeser, escriptora i activista tibetana.
- 1968 - San José, Califòrnia, Estats Units: Brandi Chastain, futbolista estatunidenca.
- 1973 - Vancouver, Colúmbia Britànica, Canadà: Mike James, jugador de rugbi a XV canadenc retirat.
- 1976 - Sterlitamak, Unió Soviètica: Tatiana Lébedeva, atleta russa guanyadora de cinc medalles olímpiques.[30]
- 1978 - San Francisco, Califòrnia, Estats Units: Josh Hartnett, actor de cinema estatunidenc.
- 1981 - El Puerto de Santa María, Província de Cadis, Espanya: Joaquín Sánchez Rodríguez, futbolista espanyol.

## Necrològiques
Països Catalans
- 1971 - Xàtiva: Carlos Sarthou Carreres, jutge i escriptor valencià.
- 1974 - Barcelona: Miquel Brasó, historiador i arqueòleg gracienc.[31]
- 1984 - Malgrat de Mar: Xesco Boix, músic, animador i cantant català de folk i de cançó infantil.
- 1994 - Barcelona: Pere Calders, escriptor català.[32]
- 2015 - Girona: Mercè Huerta i Busquets, pintora catalana (n. 1929).[33]

Resta del món
- 1425, Constantinoble, Imperi Romà d'Orient: Manuel II Paleòleg, emperador romà d'Orient del 1391 al 1425, recordat també pels seus escrits teològics (n. 1350).[34]
- 1663 - Amsterdam: Hendrickje Stoffels, companya i amant de Rembrandt, model i marxant d'art neerlandesa (n. 1626).[35]
- 1770 - Uppsala, Suècia, Charlotta Frölich, escriptora, historiadora, agrònoma i poetessa sueca (n. 1698).[36]
- 1796 - Ellisland, prop de Dumfries, Escòcia: Robert Burns, el més conegut poeta en llengua escocesa (n. 1759).[37]
- 1856 - Odense: Emil Aarestrup, poeta danès.
- 1863 - Vrchlabí, Bohèmia: Josephine Kablick, pionera en botànica i paleontologia d'origen txec (n. 1787).[38]
- 1903 - Sint-Joost-ten-Node, Bèlgica: Henri Alexis Brialmont, general i arquitecte militar belga.
- 1921 - Sofia, Bulgària: Vela Blagòeva, pedagoga i escriptora, fundadora del moviment de dones a Bulgària.[39]
- 1943 - Sitka, Alaska, Estats Units: Charlie Paddock, atleta estatunidenc.
- 1944 - Berlín, Alemanya: Claus von Stauffenberg, Comte Stauffenberg, aristòcrata alemany i membre de la Wehrmacht.
- 1948 - Connecticut, EUA: Arshile Gorky, pintor abstracte armeni (n. 1904).[40]
- 1949 - Londresː Alice Everett, astrònoma i enginyera britànica (n. 1865).[41]
- 1959 - Montpeller: Germaine Richier, escultora francesa (n. 1902).[42]
- 1964 - Châtenay-Malabry (França): Jean Fautrier, pintor i escultor francès. Fou un dels més importants representants del taquisme, tendència dins de l'Art informel (n. 1898).[40]
- 1967 - KwaDukuza, Sud-àfrica: Albert Lutuli, professor i polític sud-africà guardonat el 1960 amb el Premi Nobel de la Pau (n. 1897).[43]
- 1972 - Lake George, Nova York, Estats Units: Ralph Cook Craig, atleta estatunidenc.
- 1997 - Madrid: Victoria Kamhi, pianista turca que deixà la seva carrera quan es casà amb Joaquin Rodrigo (n. 1902).[44]
- 1998 -
  - Pebble Beach, Califòrnia, Estats Units: Alan Shepard, astronauta estatunidenc.
  - Westlake Village, Califòrnia, Estats Units: Robert Young, actor estatunidenc.
- 2004 -
  - Los Angeles, Califòrnia, Estats Units: Jerry Goldsmith, compositor estatunidenc.
  - Pasadena (Califòrnia), Estats Units: Edward B. Lewis, biòleg, genetista i professor universitari estatunidenc guardonat amb el Premi Nobel de Medicina o Fisiologia l'any 1995 (n. 1918).[45]
- 2007 - Madrid, Espanya: Jesús Polanco Gutiérrez, empresari dels mitjans de comunicació espanyol, principal accionista del Grup PRISA.
- 2015 - Nova York: E. L. Doctorow, escriptor nord-americà.
- 2024 - Ferrol: Julia Uceda Valiente, professora, assagista i poetessa andalusa (n. 1925).

## Festes i commemoracions
- Bèlgica - Festa nacional
- Bolívia - el Dia dels Màrtirs

Santoral
- Església Catòlica:[47]
  - Sants al Martirologi romà (2011):
    - Praxedis de Roma, verge i màrtir (s. I-II);
    - Víctor de Marsella, màrtir (ca. 300);
    - Simeó d'Emessa, foll en Crist (s. VI);
    - Arbogast d'Estrasburg, bisbe (618);
    - Llorenç de Brindisi, frare caputxí (1619);
    - Alberico Crescitelli, prevere màrtir (1900);
    - Josep Wang Yumei, màrtir (1900).
    - Beats: Gabriel Pergaud, prevere màrtir (1794).
- Sants:
  - Daniel, profeta
  - Ananies, Azaries i Misael, màrtirs (s. VI aC);
  - Zòtic de Comana, màrtir (204);
  - Júlia, Claudi, Just i Jocundí de Troyes, i companys màrtirs (272);
  - Constantí de Monte Cassino, abat (ca. 560);
  - Wastrada d'Utrecht, mare de Gregori d'Utrecht, monja (ca.670);
  - Joan i Benigne de Moyenmoutier, monjos (707).
- Beats: Oddino Barrotti, prevere (1400); a Eichstatt:
  - Stilla d'Abenberg, verge (1141).
- : Romanus Bange, prevere i venerable (1941).

Església Armènia
- 2 Hrotits: Procopi d'Escitòpolis, màrtir (ca. 303).

Església Copta
- 14 Abib: Procopi de Jerusalem, màrtir;
- Pere V d'Alexandria, patriarca (1348).

Església Ortodoxa (segons el calendari julià)
- Se celebren els corresponents al 3 d'agost del calendari gregorià.

Església Ortodoxa (segons el calendari gregorià). Corresponen als sants del 8 de juliol del calendari julià.
- Sants:
  - Epictes i Astió d'Halmiris, màrtirs (290);
  - Nicòstrat i Antíoc, tribuns màrtirs;
  - Procopi d'Escitòpolis, màrtir (303);
  - Audas i Sabas, màrtirs;
  - Procopi d'Ustjug, foll en Crist (1303);
  - Teòfil de Macedònia, monjo (1548);
  - Demetri Basarbov de Bulgària (1685);
  - Procopi d'Usija (Vologda), foll en Crist (s. XVII);
  - Sinaxis dels sants de Dive'evo: Aleksanr, Marta, Elena; Anastasi de Constantinoble, màrtir (1748);
  - Aleksandr i Fiódor, preveres màrtirs (1918).

Església Ortodoxa Grega
- Santa Teodòsia de Cesarea, mare de Procopi d'Escitòpolis, màrtir.

Església Ortodoxa de Geòrgia
- Sants: Mirdat de Kartli, rei i màrtir (410) a l'.

Esglésies luteranes
- Ezequiel, profeta (Lutheran Church Missouri Synode);
- John Eliot, evangelitzador dels indis (1690) (Evangelische Kirche im Deutschland)[46]